# Ringeln

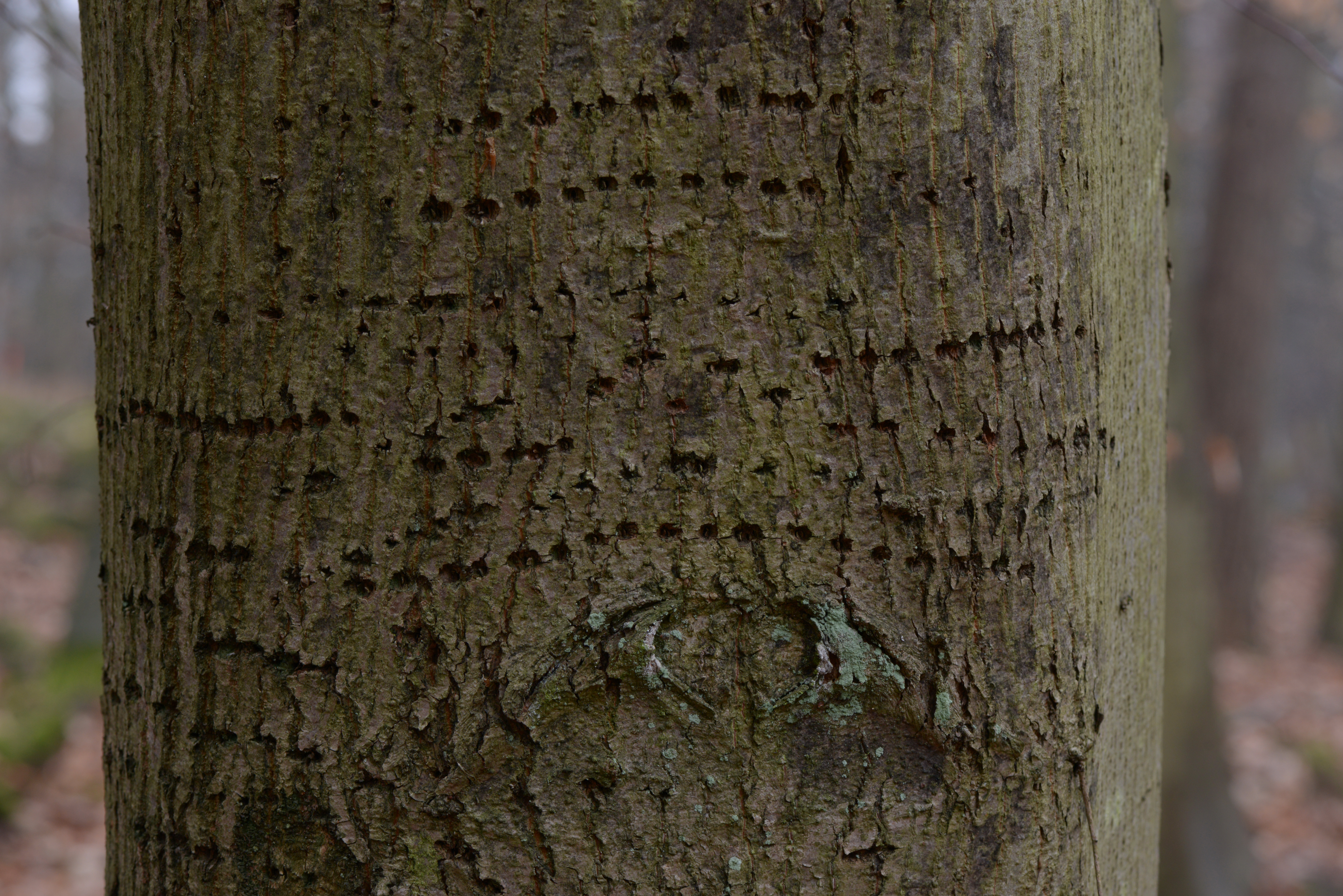
Ringelbaum

Ringeln ist ein Fachbegriff aus der Vogelkunde und beschreibt die Methode, im Saft stehende Äste oder Stämme anzuhacken, um an Baumsäfte und Baumharze zu gelangen. Dazu hackt der Vogel rund um einen Stamm oder auf der Oberseite eines Astes Löcher. Diese füllen sich langsam mit Baumsaft, der von den Vögeln aufgenommen wird. Später überwallen die Löcher, wodurch die typischen und namengebenden Ringe (eher Wülste) entstehen. Roteiche, Ahorn und in Europa auch die Linde sind besonders beliebte „Ringelbäume“.
Das Ringeln ist vor allem in der Vogelfamilie der Spechte (Picidae) verbreitet. Einige Arten, wie die in Amerika heimischen Saftlecker haben sich fast ausschließlich auf diesen Nahrungserwerb spezialisiert. Bei europäischen Spechten (z. B. Buntspecht (Dendrocopos major), Mittelspecht (Dendrocopos medius) oder Dreizehenspecht (Picoides tridactylus)) dient das Saftlecken – vor allem im Frühjahr – als Ergänzungsnahrung.